# Gampong
Gampong is een bestuurslaag in het regentschap Pidie van de provincie Atjeh, Indonesië. Gampong telt 292 inwoners (volkstelling 2010).